# Masahide Ōta
Masahide Ōta (大田 昌秀?, Ōta Masahide; Kumejima, 12 giugno 1925 – Naha, 12 giugno 2017) è stato uno storico e politico giapponese.
Durante gli anni come docente all'Università Ryūkyū scrisse numerosi libri in lingua inglese e giapponese, per lo più riguardanti la battaglia di Okinawa e le relazioni bilaterali tra Stati Uniti e Giappone dopo la seconda guerra mondiale. Dopo il suo ritiro come professore intraprese una carriera politica, ricoprendo la carica di governatore della prefettura di Okinawa tra il 1990 e il 1998. Si contraddistinse soprattutto per la forte opposizione alla permanenza delle basi statunitensi in suolo nipponico, schierandosi di fatto contro la posizione del governo giapponese dell'epoca.

## Biografia
Nativo dell'isola di Kume, migrò assieme alla famiglia durante la seconda guerra mondiale. Frequentò quindi l'Università di Waseda, dove ottenne una laurea in lingua inglese, prima di terminare gli studi in giornalismo presso l'Università di Syracuse a New York.
A partire dal 1958 fu professore all'Università Ryūkyū e poi presidente del dipartimento di scienze sociali. Pubblicò in seguito una quarantina di libri in lingua inglese e giapponese, molti dei quali riguardo al ruolo di Okinawa nelle relazioni bilaterali fra Stati Uniti e Giappone, l'occupazione militare postbellica nelle prefetture e la battaglia di Okinawa.